# كأس آسيا 2019 المجموعة ر
المجموعة ر من كأس آسيا 2019 ستقام في الفترة من 8 إلى 16 يناير 2019. وتتألف المجموعة من السعودية وقطر ولبنان وكوريا الشمالية. الفريقان الأولان، ربما مع فريق المركز الثالث (إذا تم تصنيفه ضمن المراكز الأربعة الأولى)، سوف يتأهلون إلى دور الـ16.
السعودية هي البطل السابق الوحيد في المجموعة، حيث فازت بثلاثة ألقاب في كأس آسيا (1984 و1988 و1996).

## الترتيب
| م | الفريق         | لعب | ف | ت | خ | أ.له | أ.ع | أ.ف | نقاط | التأهل                      |
| - | -------------- | --- | - | - | - | ---- | --- | --- | ---- | --------------------------- |
| 1 | قطر            | 3   | 3 | 0 | 0 | 10   | 0   | +10 | 9    | تقدم إلى مرحلة خروج المغلوب |
| 2 | السعودية       | 3   | 2 | 0 | 1 | 6    | 2   | +4  | 6    | تقدم إلى مرحلة خروج المغلوب |
| 3 | لبنان          | 3   | 1 | 0 | 2 | 4    | 5   | −1  | 3    |                             |
| 4 | كوريا الشمالية | 3   | 0 | 0 | 3 | 1    | 14  | −13 | 0    |                             |

## المباريات

### السعودية ضد كوريا الشمالية
| السعودية                                              | 4–0   | كوريا الشمالية |
| ----------------------------------------------------- | ----- | -------------- |
| - باهبري 28' - آل فتيل 37' - الدوسري 70' - المولد 87' | تقرير |                |

### قطر ضد لبنان
| قطر                    | 2–0   | لبنان |
| ---------------------- | ----- | ----- |
| - الراوي 65' - علي 79' | تقرير |       |

### لبنان ضد السعودية
| لبنان | 0–2   | السعودية                   |
| ----- | ----- | -------------------------- |
|       | تقرير | - المولد 12' - المقهوي 67' |

### كوريا الشمالية ضد قطر
| كوريا الشمالية | 0–6   | قطر                                          |
| -------------- | ----- | -------------------------------------------- |
|                | تقرير | - علي 9'، 11'، 55'، 60' - خوخي 43' - حسن 68' |

### السعودية ضد قطر
| السعودية | 0–2   | قطر              |
| -------- | ----- | ---------------- |
|          | تقرير | - علي 45+1'، 80' |

### لبنان ضد كوريا الشمالية
| لبنان                                                      | 4–1   | كوريا الشمالية       |
| ---------------------------------------------------------- | ----- | -------------------- |
| - فيليكس ميشيل 27' - الحلوي 65'، 90+8' - معتوق 80' (ركلة.) | تقرير | - باك كوانغ-ريونغ 9' |

## وصلات خارجية
- الموقع الرسمي